# Oncometopia fusca
Oncometopia fusca är en insektsart som beskrevs av Melichar 1925. Oncometopia fusca ingår i släktet Oncometopia och familjen dvärgstritar. Inga underarter finns listade i Catalogue of Life.